# Teddy Schwarzman
Teddy Schwarzman, de son vrai nom Edward Frank Schwarzman, est un producteur de cinéma américain né le 29 mai 1979 à New York (État de New York). Il est le fils de Stephen A. Schwarzman.

## Biographie
Teddy Schwarzman fait des études d'anglais à l'Université de Pennsylvanie à Philadelphie (Pennsylvanie) dont il sort diplômé en 2001, puis obtient un doctorat en droit à l'Université Duke à Durham (Caroline du Nord).
Il commence à travailler comme analyste financier pour Citigroup, puis comme avocat d'affaires dans le cabinet Skadden, Arps, Slate, Meagher & Flom. Il entre ensuite dans l'univers du cinéma en travaillant comme consultant en investissement pour Cinetic Media. En novembre 2010, il fait partie des fondateurs de Black Bear Pictures, dont il est actuellement Président Directeur Général,.

## Filmographie
- 2013 : All Is Lost de J.C. Chandor
- 2013 : A.C.O.D. de Stu Zicherman
- 2013 : Broken City d'Allen Hughes
- 2013 : At Any Price de Ramin Bahrani
- 2014 : Imitation Game de Morten Tyldum
- 2015 : Knock Knock d'Eli Roth
- 2016 : Gold de Stephen Gaghan
- 2017 : Bienvenue à Suburbicon (Suburbicon) de George Clooney
- 2018 : Ben is Back de Peter Hedges
- 2019 : Light of My Life de Casey Affleck
- 2023 : Dumb Money de Craig Gillespie
- 2023 : La Fille du roi des marais (The Marsh King's Daughter) de Neil Burger
- 2023 : Insubmersible (Nyad) d'Elizabeth Chai Vasarhelyi et Jimmy Chin
- 2024 : Mister Spade (Monsieur Spade) (mini-série TV) - 6 épisodes
- 2024 : Relay de David Mackenzie
- 2025 : Christy de David Michôd

## Vie personnelle
Schwarzman a épousé Ellen Marie Zajac, une avocate de New York qu'il a rencontrée à Duke, en novembre 2007 à Montego Bay , en Jamaïque. 

## Nominations
- Oscars du cinéma 2015 : Imitation Game pour l'Oscar du meilleur film
- BAFTA 2015 : Imitation Game pour le BAFA du meilleur film et le BAFA du meilleur film britannique